# Pharmácia Popular

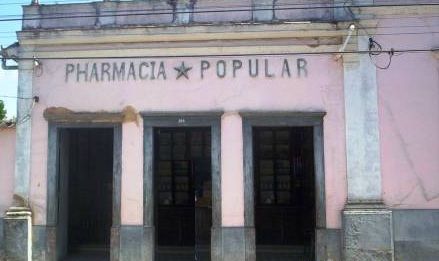
Pharmácia Popular - Fachada

A Pharmacia Popular é a farmácia mais antiga do Brasil em funcionamento, localizada na cidade de Bananal, interior do estado de São Paulo. Atualmente funciona uma farmácia moderna que ainda guarda resquícios do Brasil império, como o piso original de ladrilhos franceses e a fachada preservada escrita com PH. 
A farmácia teve o mobiliário original do século XIX até a morte do Sr. Plínio Graça, em 30 de junho de 2011. Até então era preservado o estilo neoclássico em seus móveis e prateleiras de pinho de riga português e ela recebeu um prêmio da Fundação Roberto Marinho pela preservação. A Pharmacia Popular faz parte do primeiro acervo cultural farmacêutico, sob o patrocínio da Roche do Brasil, com o apoio do Conselho Federal de Farmácia e da Academia Nacional de Farmácia.

## História
Inaugurada em 1830 com o nome de Pharmacia Imperial pelo francês Tourin Domingos Mosnier, foi vendida em 1860 ao Coronel Valeriano José da Costa. Mudou de nome com o fim da monarquia brasileira, em dezembro de 1889. Já como Pharmacia Popular, em 1918 foi comprada pelo Coronel Graça e passada ao seu filho Ernani Graça em 1922. Em 1956, seu filho Plínio Graça assume a administração e a manteve até sua morte, em 30 de junho de 2011. A família Graça administrou o estabelecimento por 89 anos, sendo as últimas 3 décadas também como um museu, transformando-a num dos pontos históricos da cidade de Bananal. Após a morte de Plínio Graça, seu filho apelou aos órgãos de defesa do patrimônio histórico para mantê-la original como um museu, porém nenhum deles se manifestou. Sendo assim grande parte do mobiliário antigo foi vendida.
Após alguns anos em obras, em 2014 ela foi reinaugurada, funcionando hoje como uma farmácia moderna, sem os móveis antigos porém com outros elementos preservados, capazes de trazer lembranças de uma época muito distante.
Em 1997, o local serviu de locação para as gravações da minissérie global, "Dona Flor e seus Dois Maridos".
Em 2022 foi gravada a série "De volta aos 15".

## Acervo
A farmácia/museu preservou, até 2011, o acervo histórico da época da monarquia em suas prateleiras e equipamentos, além dos balcões em pinho de Riga, ornados por ânforas de cristal, contendo água colorida com anilina. O piso continua todo revestido com ladrilhos franceses, em verdadeiro estilo neoclássico. O forro de madeira estilo europeu "blusa e saia", grades e portas em réplicas idênticas as antigas.

## Galeria de imagens

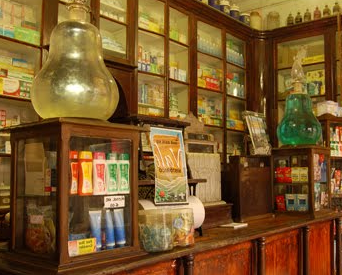
Pharmácia Popular, balcão de vendas
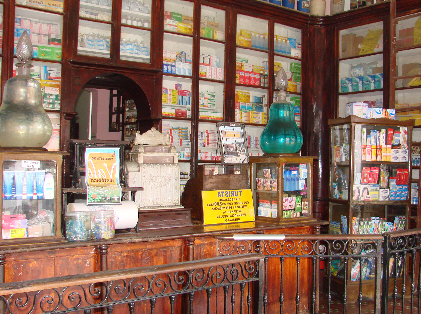
Pharmácia Popular, interior